# Фабрика (Пиза)
Фабрика је насеље у Италији у округу Пиза, региону Тоскана.
Према процени из 2011. у насељу је живело 735 становника. Насеље се налази на надморској висини од 168 м.